# Tomiyamichthys
Tomiyamichthys is een geslacht van straalvinnige vissen uit de familie van grondels (Gobiidae).

## Soorten
- Tomiyamichthys alleni Iwata, Ohnishi & Hirata, 2000
- Tomiyamichthys dorsostigma Bogorodsky, Kovačić & Randall, 2011
- Tomiyamichthys fourmanoiri (Smith, 1956)
- Tomiyamichthys lanceolatus (Yanagisawa, 1978)
- Tomiyamichthys latruncularius (Klausewitz, 1974)
- Tomiyamichthys oni (Tomiyama, 1936)
- Tomiyamichthys praealta (Lachner & McKinney, 1981)
- Tomiyamichthys smithi (Chen & Fang, 2003)
- Tomiyamichthys tanyspilus Randall & Chen, 2007